# La Libertad (regio)
La Libertad (De vrijheid) (Aymara: La Libertad; Quechua: Qispi kay) is een regio van Peru, gelegen in het noordwesten van het land. De regio heeft een oppervlakte van 25.500 km² en heeft 1.859.640 inwoners (2015). Het grenst aan Lambayeque, Cajamarca en Amazonas in het noorden, San Martín in het oosten, Ancash en Huánuco in het zuiden en de Grote Oceaan in het westen. De hoofdstad is Trujillo. Een grote haven is Salaverry.

## Bestuurlijke indeling
De regio is verdeeld in 12 provincies, die weer zijn onderverdeeld in 84 districten. Achter elke provincie wordt de hoofdplaats genoemd.
| Nr. | Provincie         | Inwoners | Oppervlakte | UBIGEO | Districten | Hoofdplaats       | Inwoners  |
| --- | ----------------- | -------- | ----------- | ------ | ---------- | ----------------- | --------- |
| 1   | Ascope            | 121.266  | 2.659 km²   | 1302   | 8          | Ascope            | 6.000     |
| 2   | Bolívar           | 16.553   | 1.729 km²   | 1303   | 6          | Bolívar           | -         |
| 3   | Chepén            | 89.225   | 1.142 km²   | 1304   | 3          | Chepén            | 75.228    |
| 4   | Gran Chimú        | 31.268   | 1.285 km²   | 1311   | 4          | Cascas            | 4.381     |
| 5   | Julcán            | 30.588   | 1.101 km²   | 1305   | 4          | Julcán            | 2.260     |
| 6   | Otuzco            | 92.388   | 2.111 km²   | 1306   | 10         | Otuzco            | 26.952    |
| 7   | Pacasmayo         | 106.019  | 1.125 km²   | 1307   | 5          | San Pedro de Lloc | 16.198    |
| 8   | Patáz             | 90.008   | 4.227 km²   | 1308   | 13         | Tayabamba         | 14.554    |
| 9   | Sánchez Carrión   | 157.912  | 2.486 km²   | 1309   | 8          | Huamachuco        | 78.944    |
| 10  | Santiago de Chuco | 62.176   | 2.659 km²   | 1310   | 8          | Santiago de Chuco | 8.000     |
| 11  | Trujillo          | 985.275  | 1.767 km²   | 1301   | 12         | Trujillo          | 1.034.300 |
| 12  | Virú              | 122.623  | 3.219 km²   | 1312   | 3          | Virú              | 28.825    |

| Detailkaart |
| ----------- |
|             |
| Provincies  |

## Geografie
La Libertad bestaat uit de kust en Sierra (hoogland) en regenwoud.

## Archeologie

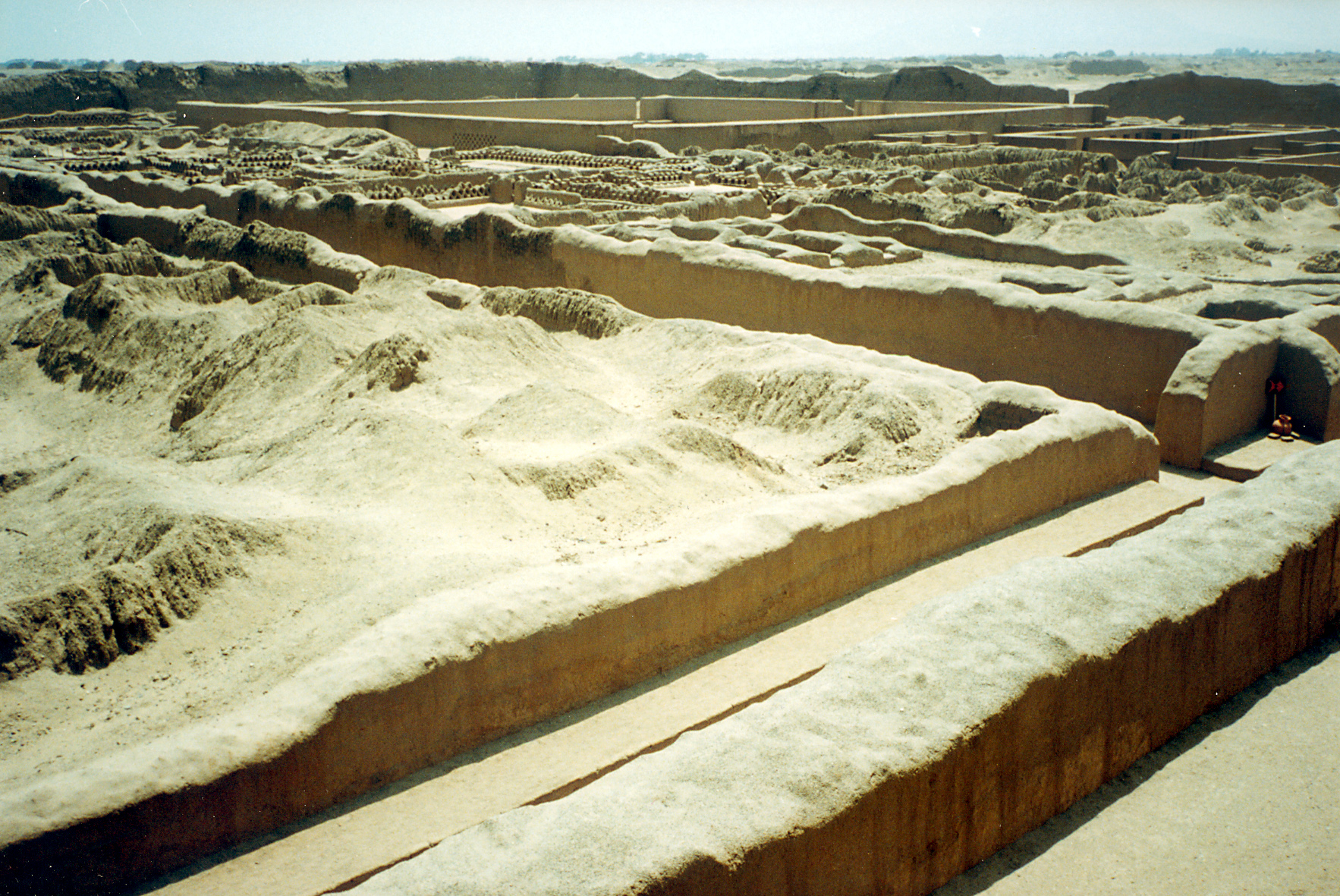
Chan Chan

De archeologische overblijfselen in Chan Chan liggen 6 km ten noordoosten van Trujillo.
Amazonas · Áncash · Apurímac · Arequipa · Ayacucho · Cajamarca · Callao · Cuzco · Huancavelica · Huánuco · Ica · Junín · La Libertad · Lambayeque · Lima · Loreto · Madre de Dios · Moquegua · Pasco · Piura · Puno · San Martín · Tacna · Tumbes · Ucayali

Zelfstandige provincie: Lima